# Catacumbas de Odesa

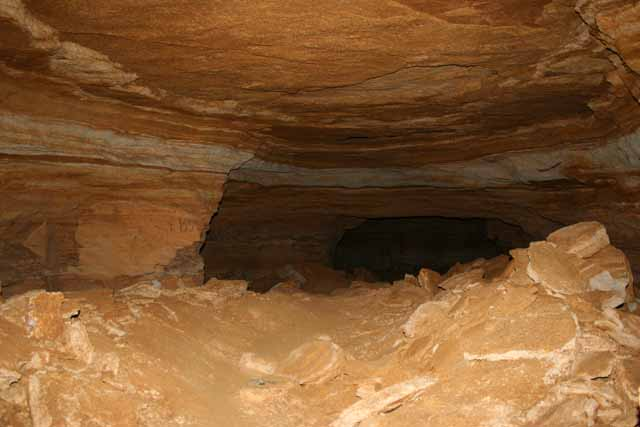

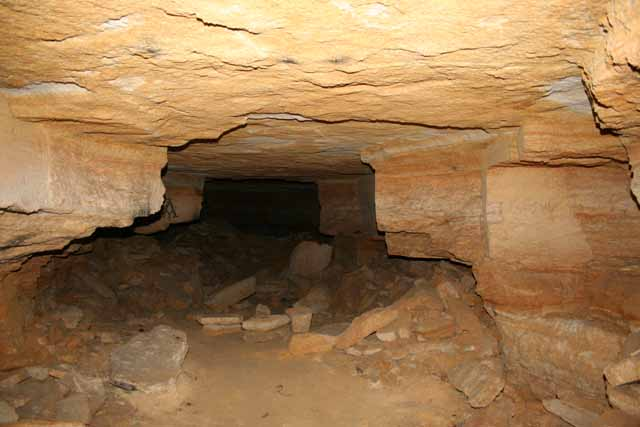

Las catacumbas de Odesa  comprenden cerca de 2500 km de galerías laberínticas practicadas en caliza conchífera bajo la ciudad de Odesa (actual Ucrania). De las cuevas, inicialmente formadas por los procesos kársticos, la piedra se extraía desde los tiempos inmemoriales, y también fue utilizada en la construcción de la ciudad. Hasta hace relativamente poco no se construían rascacielos en Odesa debido al esponjado subsuelo urbano. 
En los tiempos del Imperio ruso las catacumbas se utilizaban frecuentemente tanto por contrabandistas, como por masones para sus reuniones. En 1941, con la llegada de las tropas alemanas, se convirtieron en una fortaleza y baluarte del poder soviético en la ciudad ocupada.
Se puede acceder a las catacumbas a través de entradas en edificios antiguos, barrancos cercanos a la ciudad o en la zona costera. Sin embargo, la mayor parte de estas entradas actualmente están tapiadas. 